# Pysznogłówka szkarłatna
Pysznogłówka szkarłatna, p. dwoista (Monarda didyma L.) – gatunek byliny ozdobnej, należący do rodziny jasnotowatych. Pochodzi z północnej i północno-wschodniej Ameryki Północnej, rozprzestrzenił się również w innych rejonach Ameryki Północnej. Jest uprawiany w wielu krajach świata, również  w Polsce.

## Morfologia
PokrójDość ekspansywna bylina o czworograniastych, kosmato owłosionych, wzniesionych łodygach. Osiąga wysokość 60-100 cm.
LiścieJajowatolancetowate, brzegi piłkowane lub ząbkowane. Są owłosione jak łodygi.
KwiatyKwiaty dość duże, zebrane w pozorne okółki główkowatego kształtu, purpurowe, w wielopiętrowych kwiatostanach szczytowych. Są otoczone czerwonymi podsadkami.

## Zastosowanie i uprawa
Roślina ozdobna. Pysznogłówki sadzi się w grupach na rabatach, w pobliżu oczek wodnych. Sadzonkowanie lub dzielenie całych roślin przeprowadza się wiosną. Z nasion otrzymuje się zbyt zróżnicowany i niepewny materiał. Pysznogłówka nie jest wymagającą byliną. Lubi miejsca słoneczne, ale dobrze czuje się też w półcieniu. Dobrze rośnie na wilgotnych i suchych glebach, jednak muszą to być gleby żyzne.

## Nazewnictwo
Pysznogłówka bywa nazywana bergamotką z powodu swojego zapachu przypominającego cierpki cytrynowy aromat ekstrahowany ze skórki owoców pomarańczy bergamoty. Inne jej nazwy to melisa amerykańska, indiański pióropusz (Indian plume), czy pszczeli lub górski balsam (Bee balm, Mountain balm).